# Пирахан (язык)
Пираха́н (также пира́ха, мура-пираха, пирарран, порт. pirahã, pirarrã) — язык народа пирахан. 
Язык отличается очень малым количеством фонем, отсутствием числительных и грамматического числа, цвета, недоказанностью существования в нём рекурсии и возможности говорить о чём-либо, кроме того, что происходит здесь и сейчас.

## Генеалогическая и ареальная информация
Численность носителей на 2010 год — около 420 человек. 
Язык считается диалектом муранского языка, остальные мура перешли на португальский язык. Вместе с тем, язык матанави, который некоторые считают родственным муранскому, является вымершим, что позволяет считать пирахан изолятом.

## Социолингвистическая информация
Относительно двуязычности носителей языка существуют различные точки зрения.
Так, Дэниел Эверетт, главный исследователь языка пирахан, утверждает, что говорящие на языке одноязычны, часть из них знает лишь некоторые слова на португальском.
Антрополог Марку Антониу Гонсалис пишет, что большинство индейцев пирахан понимает португальский язык, но не все способны порождать текст на нём. Также сообщается, что племя для контактов использует некий «язык» с лексикой из пирахан и лингва-жерала ньеенгату.

## Лингвистическая характеристика

### Типологическаяинформация
В языке пирахан Д. Эверетт не обнаружил рекурсии. В 2011 Тед Гибсон и Стив Пинтадоси из Лаборатории мозга и когнитивных наук Массачусетского технологического института проверили это утверждение Эверетта путём машинной обработки фонограмм языка пирахан. Грамматических признаков рекурсии, в том числе аналогов союзов «и» и «или», они не нашли. Ноам Хомский, считающий рекурсию единственной уникальной чертой, отличающей язык человека от коммуникативных систем животных, усомнился в надёжности машинного эксперимента и сказал, что вопрос наличия или отсутствия рекурсии в языке не является принципиальным. Кроме того, рекурсия в принципе редка при устном общении.

#### Тип выражения грамматических значений
Язык синтетический, с развитой системой аффиксов.
| (1) | ʔaí                                                    | ti       | gá       | ʔai-á   | kopaíyai | ʔáaga-há         |
|     | тогда                                                  | PRON.1SG | говорить | PST-REL | пантера  | быть-уверенность |
|     | «тогда я сказал, что это (определённо) работа пантеры» |          |          |         |          |                  |

| (2) | sigi-ái-hí                                | ʔaí   | báóhoipaí | s-a-o                            | ʔab-a-ab-o                 |
|     | тот же самый-быть-NMNZ                    | тогда | кошка     | животное-двигаться-горизонтально | хватать-CAUS-оставаться-на |
|     | «та же самая кошка набросилась на собаку» |       |           |                                  |                            |

#### Тип морфологической структуры
Пирахан является агглютинативным языком: каждая морфема выражает одно значение, фузий на стыке морфем не происходит.
| (3)   | ʔi ti boítáobíhaí ʔíkoabáobáhátaío ʔísagía                                          | ʔi ti boítáobíhaí ʔíkoabáobáhátaío ʔísagía                                          | ʔi ti boítáobíhaí ʔíkoabáobáhátaío ʔísagía                                          | ʔi ti boítáobíhaí ʔíkoabáobáhátaío ʔísagía                                          | ʔi ti boítáobíhaí ʔíkoabáobáhátaío ʔísagía                                          | ʔi ti boítáobíhaí ʔíkoabáobáhátaío ʔísagía                                          | ʔi ti boítáobíhaí ʔíkoabáobáhátaío ʔísagía                                          | ʔi ti boítáobíhaí ʔíkoabáobáhátaío ʔísagía                                          | ʔi ti boítáobíhaí ʔíkoabáobáhátaío ʔísagía                                          | ʔi ti boítáobíhaí ʔíkoabáobáhátaío ʔísagía                                          |
|       | ʔi                                                                                  | ti                                                                                  |                                                                                     |                                                                                     |                                                                                     |                                                                                     |                                                                                     |                                                                                     |                                                                                     |                                                                                     |
|       | PRON.3.FEM                                                                          | PRON.1SG                                                                            |                                                                                     |                                                                                     |                                                                                     |                                                                                     |                                                                                     |                                                                                     |                                                                                     |                                                                                     |
|       | boí                                                                                 | -t                                                                                  | -á                                                                                  | -o                                                                                  | -b                                                                                  | -í                                                                                  | -haí                                                                                |                                                                                     |                                                                                     |                                                                                     |
|       | двигаться вниз                                                                      | -REPET                                                                              | -двигаться                                                                          | -на                                                                                 | -вниз                                                                               | -внезапно                                                                           | -CERT                                                                               |                                                                                     |                                                                                     |                                                                                     |
|       | ʔí                                                                                  | -k                                                                                  | -o                                                                                  | -ab                                                                                 | -á                                                                                  | -o                                                                                  | -b                                                                                  | -á                                                                                  | -há                                                                                 | -taío                                                                               |
|       | PRON.3                                                                              | -ACCOMPL                                                                            | -умирать                                                                            | -оставаться                                                                         | -двигаться                                                                          | -на                                                                                 | -вниз                                                                               | -DECL                                                                               | -CERT                                                                               | -так                                                                                |
|       | ʔís                                                                                 | -agí                                                                                | -a                                                                                  |                                                                                     |                                                                                     |                                                                                     |                                                                                     |                                                                                     |                                                                                     |                                                                                     |
|       | животное                                                                            | -logical connective                                                                 | -COMP                                                                               |                                                                                     |                                                                                     |                                                                                     |                                                                                     |                                                                                     |                                                                                     |                                                                                     |
| букв. | «я быстро перешёл к действию над его тушей, убил его, и, таким образом, оно умерло» | «я быстро перешёл к действию над его тушей, убил его, и, таким образом, оно умерло» | «я быстро перешёл к действию над его тушей, убил его, и, таким образом, оно умерло» | «я быстро перешёл к действию над его тушей, убил его, и, таким образом, оно умерло» | «я быстро перешёл к действию над его тушей, убил его, и, таким образом, оно умерло» | «я быстро перешёл к действию над его тушей, убил его, и, таким образом, оно умерло» | «я быстро перешёл к действию над его тушей, убил его, и, таким образом, оно умерло» | «я быстро перешёл к действию над его тушей, убил его, и, таким образом, оно умерло» | «я быстро перешёл к действию над его тушей, убил его, и, таким образом, оно умерло» | «я быстро перешёл к действию над его тушей, убил его, и, таким образом, оно умерло» |

#### Тип маркирования

##### Вименной группе
Нулевое маркирование.
| (4) | ʔipoógi               | hoáoíi   | hi     | ʔaagá |
|     | Ипооги                | дробовик | PRON.3 | быть  |
|     | «это дробовик Ипооги» |          |        |       |

| (5) | ti        | kaiíi |
|     | PRON.1SG  | дом   |
|     | «мой дом» |       |

##### Впредикации
Языку свойственно нулевое маркирование также и в предикации.
| (6) | ti                           | ʔíbogi | ti-baí           |
|     | PRON.1SG                     | молоко | пить-intensifier |
|     | «я действительно пью молоко» |        |                  |

| (7) | Kagáíhiaii            | Kóhoi | ʔabáiipi |
|     | ягуар                 | Кохой | хватать  |
|     | «ягуар схватил Кохоя» |       |          |

#### Типролевой кодировки
Нейтральный тип кодирования.
| (8) | ti                    | gí       | kapiigaʔiítoii | hoa-í       |
|     | PRON.1SG              | PRON.2SG | карандаш       | давать-PROX |
|     | «я дал тебе карандаш» |          |                |             |

| (9) | ʔipóihií                 | ʔohisí-baaí    |
|     | женщина                  | плакать-INTENS |
|     | «женщина(ы) крикнула(и)» |                |

| (10) | hi                  | ʔo-báaʔáí     |
|      | PRON.3              | видеть-хорошо |
|      | «он умён/талантлив» |               |

#### Порядок слов в предложении
Порядок слов SOV:
| (11) | Kóhoi                             | hi     | kahaí  | kai-b-íigí-sai       |
|      | Кохой                             | PRON.3 | стрела | делать-вниз-CONT-OLD |
|      | S                                 |        | O      | V                    |
|      | «Кохой заканчивает делать стрелы» |        |        |                      |

| (12) | ti             | baósaápisí | ʔogií  |
|      | PRON.1SG       | гамак      | хотеть |
|      | S              | O          | V      |
|      | «я хочу гамак» |            |        |

| (13) | Tico                | hi     | goó   | baósaápisí | bagá-boí        |
|      | Чико                | PRON.3 | FOCUS | гамак      | продавать-прочь |
|      | S                   |        |       | O          | V               |
|      | «Чико продал гамак» |        |       |            |                 |

### Фонология
Пирахан считается одним из языков с самым маленьким количеством фонем (наряду с ротокас, гавайским и некоторыми языками Равнинных озёр, в частности обокуйтай). Однако в языке существуют также два или три тона (два смыслоразличительных), смыслоразличительна также длина звука.
Согласно Д. Эверетту, в пирахан существует пять каналов дискурса: «свист (на охоте)», «мычание», «музыкальная речь», «выкрики», «стандартная речь». Способность говорить без слов Керен Эверетт считает главным препятствием в освоении языка лингвистами, которые опираются на слог как базовую единицу. По её мнению, освоить пирахан можно только при непосредственном общении, так как часть значимой информации передаётся невербально; она считает, что сама почувствовала язык лишь через 25 лет, когда стала участвовать в пении с пирахан.

#### Гласные
|         | Передние | Задние |
| ------- | -------- | ------ |
| Верхние | i        | o      |
| Нижние  | a        | o      |

##### Ударение и тоны
Ударение в пирахан бывает первичным и вторичным. Постановка первичного ударения определяется следующим правилом:
| Первичное ударение получает самый правый слог самого тяжёлого типа. |

Иерархия веса слогов: CVV > GVV > VV > CV > GV

C=глухой согласный
G=звонкий согласный
V=гласный
Вторичное ударение появляется в словосочетаниях, если второе слово содержит три и больше слогов. Его постановка подчиняется тому же правилу, что и постановка первичного ударения, без учёта трёх последних слогов словосочетания.
Язык тоновый. Согласно Эверетту (1998), выделяется два тона, высокий (обозначается акутом) и низкий (обозначается грависом или вообще не обозначается).

#### Согласные
|             |         | Билабиальные | Альвеолярные | Велярные | Глоттальные |
| ----------- | ------- | ------------ | ------------ | -------- | ----------- |
| Взрывные    | Глухие  | p            | t            | (k)      | ʔ           |
| Взрывные    | Звонкие | b            |              | g        |             |
| Фрикативные | Глухие  |              | s            |          | h           |

Эверетт отмечает, что фонема /s/ реализуется у женщин как [h].

##### Аллофоны
| Фонема | Звук              | Слово                |
| ------ | ----------------- | -------------------- |
| /p/    | [p]               | pibaóí «выдра»       |
| /t/    | [t]               | taahoasi «песок»     |
| /t/    | [tʃ] перед /i/    | tii «остаток»        |
| /k/    | [k]               | kaaxai «попугай ара» |
| /ʔ/    | [ʔ]               | kaaxai «попугай ара» |
| /b/    | [b]               | xísoobái «низ»       |
| /b/    | [m] в начале слов | boopai «горло, шея»  |
| /b/    | [ʙ] перед /o/     | kaoáíbogi «злой дух» |
| /ɡ/    | [ɡ]               | xopóogií «инга»      |
| /ɡ/    | [n] в начале слов | gáatahaí «банка»     |
| /ɡ/    | [ɹɹ̼͡͡]              | toogixi «мотыга»     |
| /s/    | [s]               | sahaxai «не должно»  |
| /s/    | [ʃ] перед /i/     | xísiisí «жир»        |
| /h/    | [h]               | xáapahai «стрела»    |

### Морфология

#### Имя
У существительных отсутствует категория числа и рода.

#### Числительные
Числительные отсутствуют. Количество обозначается одним из трёх слов, одно из которых обозначает небольшое количество, второе — большее количество, третье — ещё большее, но конкретных числовых значений слова не имеют.

#### Местоимение

##### Личные местоимения
Шелдон (1998):
| Пирахан    | Значение                           |
| ---------- | ---------------------------------- |
| ti         | 1SG (я)                            |
| giʔaí      | 2SG (ты)                           |
| hi         | 3SG (мужчина/женщина)              |
| ʔi         | 3SG (женщина)                      |
| ʔík        | 3SG (одушевлённый неводоплавающий) |
| si         | 3SG (одушевлённый водоплавающий)   |
| ʔa         | 3SG (неодушевлённый)               |
| tiátiso    | 1PL (мы)                           |
| gíʔaʔítiso | 2PL (вы)                           |
| hiaítiso   | 3PL                                |

Эверетт (2005):
| Пирахан | Значение         |
| ------- | ---------------- |
| ti      | 1 (я/мы)         |
| gi/giʔa | 2 (ты/вы)        |
| hi      | 3.MASC (мужчина) |
| ʔi      | 3.FEM (женщина)  |
| ʔis     | 3 (не человек)   |

По Эверетту, ʔi и ʔis, в отличие от трёх других местоимений, являются местоименными клитиками: так, например, на вопрос «Кто сделал это?» возможен ответ ti «я», /gi «ты», /hi «он», но невозможен ответ ʔi/ʔis, необходимо употребить полную форму слова, от которого произошла клитика (ʔipóihií «женщина» и ʔísi «животное»).
Местоимения не имеют категории числа. Для образования множественного числа используется слово ʔogi «большой».
| (14) | hiaitíihí                 | hi     | ʔogi-ʔáaga-ó        | pi-ó        | kaobíi  |
|      | пирахан(люди)             | PRON.3 | большой-быть-DIRECT | вода-DIRECT | входить |
|      | «индейцы пирахан плавали» |        |                     |             |         |

Также интересной особенностью является возможность местоимений комбинироваться. Так, местоимение ti («я») может соединяться с местоимениями giʔaí («ты») и hi («он»/«она»). Такое соединение будет иметь значения «мы инклюзивное» (ti giʔaí) и «мы эксклюзивное» (ti hi), соответственно.

#### Глаголы
Глагольная морфология — агглютинативная со множеством аффиксов, выражающих такие грамматические категории как вид, наклонение, каузативность и т. д. По лицам и числам глагол не изменяется.

## Яркие особенности
- Одним из аллофонов фонемы /b/ (перед /o/) является редкий дрожащий звук [ʙ];
- Язык пирахан различает местоимения 3 лица единственного числа не только для людей/одушевлённых объектов/неодушевлённых объектов, но также для водоплавающих и неводоплавающих одушевлённых объектов. Шелдон (1998) приводит:

| Пирахан | Русский                            |
| ------- | ---------------------------------- |
| hi      | 3SG (мужчина)                      |
| ʔi      | 3SG (женщина)                      |
| ík      | 3SG (одушевлённый неводоплавающий) |
| si      | 3SG (одушевлённый водоплавающий)   |
| a       | 3SG (неодушевлённый)               |

- Язык пирахан имеет очень небольшой инвентарь фонем, по этому показателю он сравним с языком ротокас:
  - три гласных фонемы (впрочем, этот способ подсчёта не учитывает наличие в языке двух смыслоразличительных тонов);
  - минимальная оценка количества согласных фонем — 6 у женщин (полное совпадение /h/ и /s/) и 7 у мужчин, если принимать за правду утверждение, что [k] — аллофон последовательности фонем /hi/ и /hu/ (Эверетт 1979);
  - в языке отсутствуют чисто носовые фонемы. [m] является аллофоном фонемы /b/ в начале слова, [n] — аллофон фонемы /g/ в начале слова. Нарушает ли это лингвистическую универсалию о наличии носовых фонем в языке, зависит от анализа состава фонем языка и конкретно от классификации фонем /b~m/ и /g~n/ как взрывных или носовых.
- Эверетт выдвигает гипотезу, что в языке отсутствуют обозначения для цветов, отвергая приведённые Шелдоном примеры как не являющимися простыми формами:

| Пирахан   | Глоссы                 | Цвет (по Шелдону) | Значение (по Эверетту)     |
| --------- | ---------------------- | ----------------- | -------------------------- |
| biopaíai  | bii-opaí ai            | чёрный (тёмный)   | «кровь (есть) грязная»     |
| biopaíai  | кровь-грязный быть     | чёрный (тёмный)   | «кровь (есть) грязная»     |
| kobiai    | k-obi ai               | белый (светлый)   | «это видно»                |
| kobiai    | OBJ-видеть быть        | белый (светлый)   | «это видно»                |
| biísai    | bii-́sai                | красный/жёлтый    | «как кровь»                |
| biísai    | кровь-NMNZ             | красный/жёлтый    | «как кровь»                |
| ahoasaagá | ahoas aag-á            | зелёный/синий     | «пока являющийся незрелым» |
| ahoasaagá | незрелый временно-быть | зелёный/синий     | «пока являющийся незрелым» |